# Masacre de Biscari
La masacre de Biscari fue un crimen de guerra cometido por miembros del Ejército de los Estados Unidos durante la Segunda Guerra Mundial. Se refiere a dos incidentes en los que soldados estadounidenses estuvieron involucrados en la muerte de 71 prisioneros de guerra italianos desarmados y 2 alemanes en la base aérea 504 de la Regia Aeronautica en Santo Pietro, un pequeño pueblo cerca de Caltagirone, al sur de Sicilia, Italia, el 14 de julio de 1943.

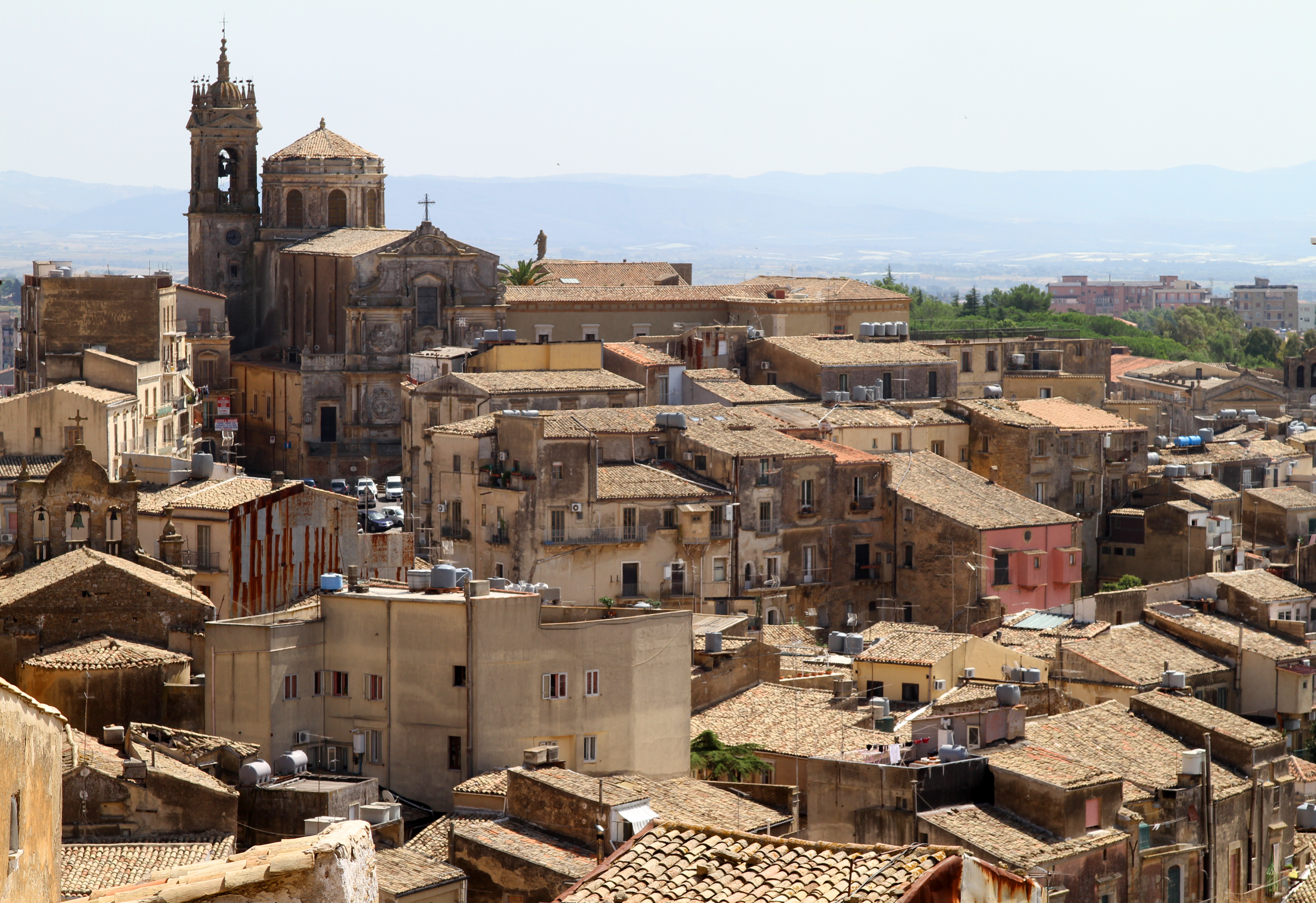
Caltagirone, pueblo cercano al lugar de la masacre

Como parte de la invasión aliada de Sicilia, el Séptimo Ejército de los Estados Unidos bajo el mando del Teniente General George S. Patton y el Octavo Ejército Británico bajo el mando del General Sir Bernard L. Montgomery invadieron el sureste de la isla el 10 de julio de 1943. Inmediatamente después de desembarcar, las unidades estadounidenses se dirigieron a los aeropuertos ubicados en la parte sur de la isla, y se informaron algunas masacres de civiles; uno ocurrió en Vittoria, donde murieron 12 italianos, incluido Giuseppe Mangano, podestà (alcalde) de Acate, y su hijo Valerio de diecisiete años, quien fue asesinado por un disparo en el rostro.
El 180º Regimiento de Infantería recibió la tarea de capturar el aeródromo de Biscari y unirse a la 1ª División de Infantería de los Estados Unidos. El 180º Regimiento de Infantería tuvo un desempeño tan deficiente en las primeras 48 horas del desembarco que el Mayor General Troy Middleton consideró relevar a su comandante. En cambio, se envió al comandante asistente de la división para ejercer una supervisión cercana sobre el regimiento.
Durante la captura del aeródromo de Biscari el 14 de julio de 1943, las tropas del 180º Regimiento de Infantería mataron a 71 prisioneros de guerra italianos y dos alemanes en dos incidentes. En el primer incidente murieron 35 italianos y dos alemanes, y en el segundo incidente murieron 36 italianos.Entre las personas que fallecieron en este acontecimiento bélico, se encontraba el cabo alemán Carl Ludwig "Luz" Long, que fuera medalla de plata en los Juegos Olímpicos de Berlín de 1936.